# 数字恶魔物语
《数字恶魔物语》是西谷史编著，北爪宏幸插画的传奇科幻系列小说，全9册，由德间书店于1986至1993年间出版。
小说共售出80万册。小说第一册《女神转生》于发行同年OVA化。Atlus还将小说改编为电子游戏，并经营成为女神转生系列。

## 册数列表
数字恶魔物语
1. 女神转生（1986年）
2. 魔都的战士（1986年）
3. 转生的终焉（1988年）

新数字恶魔物语
1. 受捕的女神（1990年）
2. 冰界的女王（1991年）
3. 神魔的惑星（1991年）
4. 愤怒妖帝（1992年）
5. 永遠的女神（1992年）
6. 转生之绊（1993年）